# Tuerta platensis
Tuerta platensis är en fjärilsart som beskrevs av Berg 1882. Tuerta platensis ingår i släktet Tuerta och familjen nattflyn. Inga underarter finns listade i Catalogue of Life.